# اوبرن، استرالیای جنوبی
اوبرن (به انگلیسی: Auburn) یک شهرک در استرالیا است که در استرالیای جنوبی واقع شده‌است.